# Little Harbour
Little Harbour est une communauté du Canada située dans le comté de Kings, sur l'Île-du-Prince-Édouard. Elle se trouve à l'est de Souris.